# 藤本譲
藤本 譲（ふじもと ゆずる、1935年9月24日 - 2019年6月10日）は、日本の男性声優。東京府（現：東京都）出身。81プロデュース最終所属。

## 来歴
立正大学卒業。
1953年、劇団宗芸に入団。その後、劇団同人会、演協プロ、太陽プロモーション、江崎プロダクション、オフィス央、ぷろだくしょんバオバブを経て、2009年8月1日から亡くなるまで81プロデュース所属。 
アニメでのデビューは『鉄人28号 (テレビアニメ第1作)』のナレーションとなる。
2016年にレギュラー番組を体調不良で降板し、かねてより療養中だったが、2019年6月10日午後7時34分、心不全のため東京都港区の病院で死去。83歳没。訃報は6月17日に所属事務所の公式サイトで発表された。

## 人物
声種はバリトン。老人や壮年男性役を多数演じていた名バイプレーヤーであった。
アニメ黎明期の1960年代より活躍していた。『ミスター味っ子』の味皇が当たり役のひとつで、以降『六門天外モンコレナイト』や『ケロロ軍曹』などにおいて料理対決の審査員役でゲスト出演したことがある。
外国映画の吹き替えではジェームズ・アール・ジョーンズの専属声優であった。またスター・ウォーズ・シリーズにおけるアクバー提督役でも知られている。
趣味・特技はスキー、ゴルフ。
井上真樹夫によると、僧侶でもあったため、あだ名は「和尚」だったという。

## 後任・代役
2016年以降は仕事を徐々にセーブしており、担当していた役やナレーションを交代している。藤本の高齢および死去に伴う代役・後任は以下の通り。 
| 後任     | 役名                             | 概要作品                      | 後任の初担当作品                                    |
| -------- | -------------------------------- | ----------------------------- | --------------------------------------------------- |
| 木村雅史 | ローワン・ポープ                 | 『スキャンダル 託された秘密』 | シーズン5                                           |
| 木村雅史 | ハワード・ロジャーソン           | 『危険な情事』                | WOWOW吹替補完版                                     |
| 楠見尚己 | フィリップ・マイケル・ジェラード | 『ツイン・ピークス』          | 『ツイン・ピークス The Return』                     |
| 鈴木琢磨 | にんにく和尚                     | 『それいけ!アンパンマン』     | 2019年3月放送回                                     |
| 鈴木琢磨 | だいふく和尚                     | 『それいけ!アンパンマン』     | 2019年8月放送回                                     |
| 廣田行生 | バール・プレストン               | 『グッド・ワイフ』            | シーズン5                                           |
| 後藤光祐 | アクバー提督                     | 「スター・ウォーズシリーズ」  | 『レゴ スター・ウォーズ：スカイウォーカー・サーガ』 |
| 中村大志 | ベン・カプラン                   | 『デルタ・フォース』          | 完声版追加収録部分                                  |
| 水内清光 | ジョン・マッキトリック博士       | 『ウォー・ゲーム』            | BD版追加収録部分                                    |

## 出演
太字はメインキャラクター。

### テレビアニメ
1963年
- 鉄人28号 (テレビアニメ第1作)（ナレーション）

1965年
- 遊星少年パピイ（チャコロン）

1966年
- 遊星仮面（マック）

1967年
- 黄金バット（ナレーション、防衛長官）

1968年
- 妖怪人間ベム（ナレーション）

1969年
- ウメ星デンカ（パパ）

1971年
- アニメンタリー 決断
- 珍豪ムチャ兵衛

1972年
- 科学忍者隊ガッチャマン（刑事）

1974年
- 破裏拳ポリマー（ホワイトハウス）

1975年
- 宇宙の騎士テッカマン（青葉博士、シュビター長官、ギャブダー）
- 草原の少女ローラ（ドクター・タン）
- 大空魔竜ガイキング（名村監督）
- タイムボカン（領主）
- はじめ人間ギャートルズ
- 勇者ライディーン（スチーブ博士）

1976年
- ブロッカー軍団IVマシーンブラスター（原尾美太郎）

1977年
- 家なき子
- シートン動物記 くまの子ジャッキー（雑貨屋主人）
- ポールのミラクル大作戦（カブリェル）
- ヤッターマン（酋長）
- ルパン三世 (TV第2シリーズ)（1977年 - 1980年）

1978年
- アニメーション紀行 マルコ・ポーロの冒険（1978年 - 1979年、トルファン提督、ラジャ）
- 宇宙魔神ダイケンゴー（エンペル王）
- 恐竜大戦争アイゼンボーグ（考古学者）
- 女王陛下のプティアンジェ（辻音楽師、ヨハン）
- 闘将ダイモス（1978年 - 1979年、バードリング、議長、ヤホバ）
- 100万年地球の旅 バンダーブック

1979年
- 円卓の騎士物語 燃えろアーサー（1979年 - 1980年、グラストン、村長、フィリップ）
- 科学冒険隊タンサー5（長老）
- シートン動物記 りすのバナー（熊）
- ゼンダマン（王）
- 未来ロボ ダルタニアス（1979年 - 1980年、ドルメン〈2代目〉）
- 無敵鋼人ダイターン3（トーレス）
- 野球狂の詩（珍来軒のおやじ）

1980年
- 太陽の使者 鉄人28号（司令母艦長、ノースゲル）
- 鉄腕アトム (アニメ第2作)（イキスギ博士）
- ニルスのふしぎな旅（1980年 - 1981年、靴屋、牧師、宿屋の主人 他）
- 無敵ロボ トライダーG7（厚井鉄男）
- ムーの白鯨
- 燃えろアーサー 白馬の王子（グック、ロベル）

1981年
- 戦国魔神ゴーショーグン（ネオネロス、ファザー）
- 忍者ハットリくん（パパ）
- ドラえもん（テレビ朝日版第1期）（1981年 - 2004年、江来博士、うらなりの父、校長、柳田先生 他）
- 名犬ジョリィ（ガウディ）

1982年
- おちゃめ神物語コロコロポロン（ダイダロス）
- 銀河旋風ブライガー（ガンコス）
- ゲームセンターあらし（和尚）
- ときめきトゥナイト（大ボス）
- 魔境伝説アクロバンチ（カフラー博士、声）
- 魔法のプリンセス ミンキーモモ（グレゴリー）
- 六神合体ゴッドマーズ（ミゲル）

1983年
- アルプス物語 わたしのアンネット（ハイド）
- 銀河漂流バイファム（ローデン）
- 銀河疾風サスライガー（オナルド・ビンチ博士）
- スペースコブラ
- 特装機兵ドルバック（老人）
- プラレス3四郎（1983年 - 1984年、バレステラ）
- 未来警察ウラシマン（カトー）

1984年
- ガラスの仮面（小野寺一）
- 銀河パトロールPJ（シバ）
- ゴッドマジンガー（ムラジ）
- 巨神ゴーグ（ロイ・バルボア）
- 星銃士ビスマルク（オルテガ）
- 大自然の魔獣バギ（大統領）
- 超時空世紀オーガス（カウンスル）
- 魔法の妖精ペルシャ（室井剛健）
- 名探偵ホームズ（ウイザード卿）

1985年
- おねがい!サミアどん
- 小公女セーラ（バロー弁護士）
- ダーティペア（会長、署長）
- 超力ロボ ガラット（ボテフリ）
- 炎のアルペンローゼ（ジャック）

1986年
- あんみつ姫（ハンバーガー、新鮮組組長）
- サンゴ礁伝説 青い海のエルフィ（リベル）
- 青春アニメ全集
  - 「潮騒」（宮田照吉）
  - 「怪談」（住職）
  - 「学生時代」（校長）

- Bugってハニー（1986年 - 1987年）
- マシンロボ クロノスの大逆襲（ナルム、ジャバ）
- めぞん一刻
- ロボタン

1987年
- 赤い光弾ジリオン（ゴード長官）
- アニメ三銃士（司祭）
- ウルトラB（部長）
- ミスター味っ子（1987年 - 1989年、味皇〈村田源二郎〉 / 味頭巾）

1988年
- 宇宙伝説ユリシーズ31（アデス）
- 新プロゴルファー猿（和尚）
- それいけ!アンパンマン（1988年 - 2019年、だいふく和尚〈初代〉、コマじい、こんにゃく和尚、にんにく和尚〈3代目〉）
- 超音戦士ボーグマン（ウォンゴット、チャーリー・バーガー署長）
- 鉄拳チンミ（テンドウ禅師）
- トッポ・ジージョ（市長）
- のらくろクン（地獄左衛門）

1989年
- 青いブリンク（警備兵A、モスグリーン、ミュケロ）
- 美味しんぼ（1989年 - 1992年、大月、竹原、米津氏）
- ジャングルブック・少年モーグリ（1989年 - 1990年、アケーラ）
- たいむとらぶるトンデケマン!（1989年 - 1990年、おはなはん、長老）
- 天空戦記シュラト（日高勇太郎）
- 桃太郎伝説 PEACHBOY LEGEND（花咲か爺さん）

1990年
- アイドル天使ようこそようこ（吉次井）
- NG騎士ラムネ&40（酋長）
- カラス天狗カブト（白狼斎幻舟）
- 昆虫物語 みなしごハッチ（ゴスケ）
- ふしぎの海のナディア（デンギル・エッチーノ）
- YAWARA!（1990年 - 1992年、理事長、風祭の父、局長、山下、松田の父）

1991年
- OH!MYコンブ（舌厳格）
- おぼっちゃまくん（聖樹王）
- 機甲警察メタルジャック（メガデス）
- シティーハンター'91（大使）
- チンプイ（酔っ払い）

1992年
- コボちゃん
- 花の魔法使いマリーベル（サニーベル市長）
- 見ると強くなる 痛快!横綱アニメ ああ播磨灘（愛宕山理事長）
- 笑ゥせぇるすまん（羽賀場求）

1993年
- 忍たま乱太郎（1993年 - 2009年、宇治金時、宇狩総左ヱ門、木耳良兼〈2代目〉）
- ルパン三世 ルパン暗殺指令

1994年
- 機動武闘伝Gガンダム（老人）
- 魔法陣グルグル（村の男1）

1995年
- 新機動戦記ガンダムW（プロフェッサーG）

1996年
- 機動新世紀ガンダムX（フォン・アルタネイティヴ）
- みどりのマキバオー（宮蔦、親父A、院長、医師）
- 名探偵コナン（1996年 - 2014年、谷、大山将、ヒクソン田中、老刑事、新名任太朗、石槌晃重、雑貨又三郎、村上竜蔵、永倉巌、神原晴仁、奥平角蔵、虎田直信、坂巻重守）
- モジャ公（会長）
- ルパン三世 トワイライト☆ジェミニの秘密（署長）

1997年
- EAT-MAN（市長）
- 手塚治虫の旧約聖書物語（ノア）
- 忍ペンまん丸（黒龍斎）

1998年
- 吸血姫美夕（森山老人）
- ガサラキ（豪和儀一郎）
- デビルマンレディー（立花 / キルナー）
- TRIGUN（オーナー）
- プリンセスナイン 如月女子高野球部（高杉宏之助）
- Bビーダマン爆外伝（バーボン）
- 魔術士オーフェン（長老B）
- MASTERキートン（コナリーの祖父、コール元看守）
- ルパン三世 炎の記憶〜TOKYO CRISIS〜
- るろうに剣心 -明治剣客浪漫譚-（番頭）
- LEGEND OF BASARA（羅生）

1999年
- A.D.POLICE（室井署長）
- カウボーイビバップ（ドクター）
- 人形草紙あやつり左近（秋月宗史郎）
- ゴクドーくん漫遊記（龍神）
- 週刊ストーリーランド（角田、与兵衛、勅使河原豊、老紳士、老人、猟師、質屋店主、楽器屋の主人）
- ワイルドアームズ トワイライトヴェノム（コジマ）

2000年
- 学校の怪談（住職）
- 機巧奇傳ヒヲウ戦記（永井）
- グラビテーション（瑛里の父）
- THE ビッグオー（サンタクロース）
- ニャニがニャンだー ニャンダーかめん（ネコ仙人）
- ポケットモンスター（ハワード）
- 六門天外モンコレナイト（審査員）

2001年
- 犬夜叉（2001年 - 2010年、夢心和尚） - 1シリーズ + 完結編
- X -エックス-（星見）
- SAMURAI GIRL リアルバウトハイスクール（鬼塚鉄斎）
- サラリーマン金太郎（山金幸四郎）
- ノワール（ソルダの男）
- PROJECT ARMS（神宮十三）

2002年
- あずまんが大王（校長）
- キディ・グレイド（孟警部）
- クレヨンしんちゃん（2002年 - 2005年、綾倉佐平、坊さんA、登山客、主人）
- 攻殻機動隊 STAND ALONE COMPLEX（丹生邦彦）

2003年
- あたしンち（2003年 - 2008年、老師、紙芝居のおじさん）
- コロッケ!（クサモチ）
- 獣兵衛忍風帖 龍宝玉篇（濁庵）
- 高橋留美子劇場 人魚の森（猟師）

2004年
- 攻殻機動隊 S.A.C. 2nd GIG（警察庁長官）
- サムライチャンプルー（村人）
- 鉄人28号（第4作）（南方の老人）
- 鋼の錬金術師（師父）
- 火の鳥（蘇我果安）
- 勇午 〜交渉人〜（殿井）

2005年
- うえきの法則（師匠）
- ガン×ソード（エルとアールの父、船長）
- ケロロ軍曹（宇宙味王）
- JINKI:EXTEND（石傘純柱）
- 戦国英雄伝説 新釈 眞田十勇士 The Animation（島津兵庫入道惟新）
- 闘牌伝説アカギ 〜闇に舞い降りた天才〜（宮内組長）
- ドラえもん（テレビ朝日版第2期）（2005年 - 2010年、村長、長老ダイモ、オジイ、男爵、長老）
- ブラック・ジャック（八重洲）
- MONSTER（ハムリク署長、ロビー）

2006年
- 結界師（小形）
- 彩雲国物語（蔡尚書、葉棕庚）
- BLEACH（沢渡）
- ポケットモンスター アドバンスジェネレーション（ゼウス）
- まじめにふまじめ かいけつゾロリ（団長）

2007年
- シグルイ（渡辺監物）
- 史上最強の弟子ケンイチ（白眉〈馬良〉）
- 神曲奏界ポリフォニカ（ザーレ）
- 天保異聞 妖奇士（井上彦春）
- もやしもん（2007年 - 2012年、日吉菊二） - 2シリーズ

2008年
- ゴルゴ13（署長、リベラ）
- スレイヤーズ（2008年 - 2009年、タフォーラシア王） - 2シリーズ
- 全力ウサギ（オショウ）
- 夜桜四重奏 〜ヨザクラカルテット〜（秋名の祖父）

2009年
- 地獄少女 三鼎（門倉）
- 蒼天航路（蹇朔）
- 空を見上げる少女の瞳に映る世界（長老B）
- 鋼の錬金術師 FULLMETAL ALCHEMIST（師父）
- Phantom 〜Requiem for the Phantom〜（梧桐海典）
- ONE OUTS -ワンナウツ-（野々村、石元）

2010年
- いちばんうしろの大魔王（学長）
- イナズマイレブン（2010年 - 2013年、赤キャップの男 / 円堂大介） - 3シリーズ
- 刀語（家鳴匡綱）
- ケシカスくん（フデ爺）
- ご姉弟物語（住職）
- ダンス イン ザ ヴァンパイアバンド（ジュノー・デルマイユ）
- RAINBOW-二舎六房の七人-（桜木の父）

2011年
- クロスファイト ビーダマン（2011年 - 2013年、天宝院実篤） - 2シリーズ
- ダンタリアンの書架（サルート）
- ダンボール戦機（2011年 - 2012年、海道義光） - 2シリーズ
- Fate/Zero（アハト翁）
- メタルファイト ベイブレード 4D（村長）

2015年
- 牙狼-GARO- -炎の刻印-（ララの祖父）

2016年
- マギ シンドバッドの冒険（ヒナ父）

### 劇場アニメ
1980年
- あしたのジョー

1981年
- 機動戦士ガンダム（デギン）
- 機動戦士ガンダムII 哀・戦士篇（セキ）

1982年
- 戦国魔神ゴーショーグン（ネオネロス）
- 忍者ハットリくん ニンニン忍法絵日記の巻（パパ）

1983年
- 忍者ハットリくん ニンニンふるさと大作戦の巻（パパ）
- プロ野球を10倍楽しく見る方法（コンドウ、ノムラ、ベッショ）

1984年
- 忍者ハットリくん+パーマン 超能力ウォーズ（パパ）
- プロ野球を10倍楽しく見る方法 PART2（コンドウ、ノムラ、ベッショ）

1985年
- 忍者ハットリくん+パーマン 忍者怪獣ジッポウVSミラクル卵（パパ）

1986年
- ウインダリア（コッポ）
- RUNNING BOY スター・ソルジャーの秘密（げん太の父）

1989年
- ヴイナス戦記（将軍）
- 宇宙皇子（法鬼士）

1991年
- SD戦国伝 天下統一編（初代大将軍）

1992年
- SDガンダム外伝 聖機兵物語（ジークカロッゾ）
- 銀河英雄伝説外伝 黄金の翼（クライスト）
- 紅の豚（空賊連合ボス）
- ドラえもん のび太と雲の王国（代表B）
- YAWARA! それゆけ腰ぬけキッズ!!（チョロの父）

1994年
- 平成狸合戦ぽんぽこ（水木先生）

1995年
- ルパン三世 くたばれ!ノストラダムス（司令官）

1997年
- 名探偵コナン 時計じかけの摩天楼

1998年
- 機動戦士ガンダム 第08MS小隊 ミラーズ・リポート（コジマ）
- 新機動戦記ガンダムW Endless Waltz特別篇（プロフェッサーG）

2002年
- 映画 犬夜叉 鏡の中の夢幻城（夢心和尚）
- 名探偵コナン ベイカー街の亡霊（モラン大佐）

2004年
- APPLESEED（ウラノス将軍）
- イノセンス

2006年
- 真救世主伝説 北斗の拳 ラオウ伝 殉愛の章（ヨウ）

2007年
- 河童のクゥと夏休み（名主）

2009年
- 劇場版ポケットモンスター ダイヤモンド&パール アルセウス 超克の時空へ（タップ）
- 天上人とアクト人最後の戦い（長老B）

2010年
- 劇場版ポケットモンスター ダイヤモンド&パール 幻影の覇者 ゾロアーク（ジョー）

2011年
- 劇場版イナズマイレブンGO 究極の絆 グリフォン（円堂大介）
- おぢいさんのランプ（巳之助〈老年期〉）
- マルドゥック・スクランブル 燃焼（男の声）

2012年
- 映画ドラえもん のび太と奇跡の島 〜アニマル アドベンチャー〜（オーロ）

### OVA
1985年
- エリア88（外務省高官）
- 夢次元ハンターファンドラ（ドン・バンス長官）

1987年
- 禁断の黙示録 クリスタル・トライアングル（老僧）
- スクーパーズ（ボードレール、編集長）
- ダーティペア（神）

1988年
- アップルシード（警察部長）
- エースをねらえ!2（竜崎理事長）

1989年
- 華星夜曲（青葉組組長）
- クラッシャージョウ 氷結監獄の罠（ゲルスタン）
- 超人ロック ロードレオン（ドグ）
- 天空戦記シュラト 創世への暗闘（日高勇太郎）
- トップをねらえ!

1990年
- 暗黒神伝承 武神（晃一の父）
- 暗黒神話（慈空上人〈阿闍梨〉）

1991年
- いしいひさいちの大政界（大利根無情）
- 1月にはChristmas（閑照）
- 雲にのる
- 魔獣戦士ルナ・ヴァルガー（イサ）

1992年
- 鴉天狗カブト 黄金の目のケモノ（そば屋の主人）
- ドン 極道水滸伝（丸尾将軍）
- ドン 極道水滸伝 怒濤編（丸尾将軍）

1993年
- アル・カラルの遺産（R・ハナギ博士）
- 紺碧の艦隊（大高弥三郎）
- 創竜伝（蚩尤）
- 超時空世紀オーガス02（ザンテ）
- 念仏物語（蓮如）
- BIG WARS 神撃つ朱き荒野に（美川提督）
- ぼくの地球を守って（松平羅王蔵）
- 惑星アトン2（国王）

1994年
- I・R・I・A ZEIRAM THE ANIMATION（ドクタートゥカ、読経）
- THE レイプマン（大谷）

1995年
- 沈黙の艦隊（マードック}）

1996年
- 覚悟のススメ（ナレーション）
- 機動戦士ガンダム 第08MS小隊（コジマ）
- 新破裏拳ポリマー（鬼河原虎五郎）
- ソニック・ザ・ヘッジホッグ（大統領）

1997年
- 新機動戦記ガンダムW Endless Waltz（プロフェッサーG）
- 旭日の艦隊（大高弥三郎）
- 紺碧の艦隊 特別編 蒼莱開発物語（大高弥三郎）

1998年
- 銀河英雄伝説外伝 朝の夢、夜の歌（ゲアハルト・フォン・シュテーガー）
- スレイヤーズえくせれんと（村長）

2000年
- ブラック・ジャック（フォックス）

2001年
- 名探偵コナン 謎のすい星怪獣を追え!（台長）

2008年
- METAL GEAR SOLID 2 BANDE DESSINEE（ケネス・ベイカー、ジェームス・ジョンソン）

2011年
- 装甲騎兵ボトムズ 孤影再び（ロサ・ガリガ）

2012年
- 史上最強の弟子ケンイチ（2012年 - 2014年、風林寺隼人〈2代目〉） - 3作品

2014年
- マギ シンドバッドの冒険（ヒナ父） - 2作品

### ゲーム
1994年
- エメラルドドラゴン（バギン） ※PCエンジン版

1995年
- カブキ一刀涼談（ラダエム・アンク）
- SPACE GRIFFON VF-9（博士）

1996年
- 王国のグランシェフ（チラベルト）
- 時空探偵DD 〜幻のローレライ〜（エルハルト・ヤンウェ）

1997年
- 覚悟のススメ（知久）

1998年
- 機動戦士ガンダム ギレンの野望（デギン・ソド・ザビ）
- Heart of Darkness（教師）
- 炎の料理人クッキングファイター好（味魔王）
- メタルギアソリッド（ケネス・ベイカー）

1999年
- 機動戦士ガンダム外伝 コロニーの落ちた地で…（スタンリー・ホーキンス大佐）
- Dの食卓2（宗教家）
- バトル昆虫伝（岩城源閣）
- マリア2 受胎告知の謎（安藤乱）

2000年
- 機動戦士ガンダム ギレンの野望 ジオンの系譜（デギン・ソド・ザビ）
- サンライズ英雄譚R（プロフェッサーG）

2001年
- 犬夜叉（夢心）
- アーマード・コア2 アナザーエイジ（地球政府依頼送信者）
- メタルギアソリッド2（ジョンソン大統領）

2002年
- 機動戦士ガンダム ギレンの野望 ジオン独立戦争記（コジマ、連邦政府高官）
- 名探偵コナン 最高の相棒（老手品師）

2004年
- スーパーロボット大戦GC（厚井鉄男、ドルメン大帝）
- 天誅 紅
- 遙かなる時空の中で3（後白河法皇）

2005年
- 天外魔境III NAMIDA（マダラ法師）
- 遙かなる時空の中で3 十六夜記（後白河法皇）
- 義経英雄伝修羅（斎藤実盛、後白河法皇）

2006年
- スーパーロボット大戦XO（厚井鉄男、ドルメン大帝）
- 遙かなる時空の中で3 運命の迷宮（後白河法皇）

2007年
- SDガンダム GGENERATION（2007年 - 2009年、コジマ、フォン・アルタネイティヴ） - 2作品
- 書き込み式「般若心経」練習帳DS（朗読）
- 闘牌伝説アカギDS 〜闇に舞い降りた天才〜（宮内）
- ぼくのなつやすみ3 -北国篇- 小さなボクの大草原（お坊さん）

2008年
- スーパーロボット大戦A PORTABLE（コマンダー・トーレス）
- マナケミア2 〜おちた学園と錬金術士たち〜（ユルゲン）

2010年
- イナズマイレブン3 世界への挑戦!!（円堂大介）
- 忍者活劇 天誅 紅 Portable

2011年
- イナズマイレブン ストライカーズ（2011年 - 2012年、円堂大介） - 3作品
- 機動戦士ガンダム オンライン（コジマ）
- KILLZONE 3（オーロック司令官）
- 第2次スーパーロボット大戦Z 破界篇 / 再世篇（2011年 - 2012年、厚井鉄男） - 2作品
- ダンボール戦機（海道義光）
- ダンボール戦機 ブースト（海道義光）

2012年
- イナズマイレブンGO2 クロノ・ストーン ネップウ/ライメイ（円堂大介）
- 機動戦士ガンダムオンライン（コジマ）
- ダンボール戦機 爆ブースト（海道義光）
- ドラえもん のび太と奇跡の島 〜アニマル アドベンチャー〜（オーロ）

2014年
- 第3次スーパーロボット大戦Z 時獄篇 / 天獄篇（2014年 - 2015年、厚井鉄男） - 2作品
- ディアブロ3（デッカード・ケイン）

2019年
- スーパーロボット大戦T（厚井鉄男）
- ガンダムネットワーク大戦（デギン・ソド・ザビ、コジマ）

### ドラマCD
- 赤い光弾ジリオン オリジナル・アルバム「お洒落倶楽部」（Mr.ゴード）
- Weiß kreuz Wish A Dream collection II A four-leaf clover（老紳士）
- 王朝夏曙ロマンセ（慈円）
- 覚悟のススメ CDシネマ（ナレーション）
- 機甲警察メタルジャック PARTY JACK
- クラッシャージョウ 銀河系最後の秘宝（ドン・グレーブル） ※カセットブック
- 彩雲国物語（葉棕庚）
- 十二国記 魔性の子（校長）
- 少年魔法士 破幻の眼（祖父）
- 世界は二人のために（結城崇三郎）
- 創竜伝 蜃気楼都市（日高順造）
- 東京あまとりあ（吉川伯爵）
- ちゃ〜みんぐ（碧の先生）
- ドラゴンランス戦記（フリント）
- パーフェクト・ブルー（大同製薬社長）
- FIGHT!! ドラマアルバム（地界の長老）
- Fate/Zero（ユーブスタクハイト・フォン・アインツベルン）
- 平成タイムボカン カエッテキタマンvol.1（財鑑定）
- 放課後はスキャンダル（道前寺鷹尚）
- マヴァール年代記（ホルティ） ※カセットブック
- 舞え水仙花（托塔天）
- 魔神英雄伝ワタル3 虎王物語 虎王伝説 CDシネマ2 魔皇降臨編（壬生時成）
- 魔神英雄伝ワタル3 虎王物語 虎王伝説 CDシネマ3 千年恋歌編（壬生時成）
- みずき先生気をつけて（校長）
- ミスター味っ子（村田源二郎、怪傑味頭巾）※カセット
- 無敵なあの子（大組長）
- ロードス島戦記 風と炎の魔神（ムハルド老）
- 私は私のまま、誰にでも変われるキャラクターCD Vol.2 五城百合花（五城忠久）

### 吹き替え

#### 担当俳優
R・G・アームストロング
- ビリー・ザ・キッド/21才の生涯（ボブ・オリンジャー）
- 美女と野獣（スタンレー・カズマレク）
- デビルスピーク（軍曹）

アラン・リッチ
- 熱い賭け（バーニー）
- ジャック（ベンファンティ医師）※ソフト版
- セルピコ（ハーマン・タウバー）
- ハイランダー2 甦る戦士（ネイマン博士）※日本テレビ版
- ヒルストリート・ブルース シーズン2 #5（モーリス・シラー判事）

イーライ・ウォラック
- ジンギス・カン（シャー）※TBS版
- センチネル（ガッツ刑事）
- 僕たちのアナ・バナナ（ベン・ルイス）

イアン・アバークロンビー
- こちらブルームーン探偵社 シーズン3 #10（ルドウィグ）
- ゴッサム・シティ・エンジェル（アルフレッド・ペニーワース）
- スタートレック:ヴォイジャー（マイロ）

ウー・マ
- 少林寺 達磨大師（ソン・クォンの師匠）
- チャイニーズ・ゴースト・ストーリー2（イン・チェッハー）※テレビ東京版
- 奇蹟/ミラクル（チャン）
- 霊幻道士（米屋の主人）

ウィリアム・ウィンダム
- アメリカン・ヒーロー（ヘンリー・ウィリアムス）
- 34丁目の奇跡（コール会長）
- トゥルー・クライム（ニール）※ソフト版

キーナン・ウィン
- 課外教授（警察署長）
- フラバー うっかり博士の大発明（アロンゾ・P・ホーク）
- フラバァ・デラックス（アロンゾ・P・ホーク）

ケネス・クラナム
- 嵐の眼（チャールズ・ファーガソン准将）
- 魔術師 MERLIN（オルフリック）
- 密約の地（チャールズ・ファーガソン准将）

ジェームズ・アール・ジョーンズ
- 今そこにある危機（グリーア）※テレビ朝日版
- サンドロット/僕らがいた夏（マートル）※VHS版
- 地獄の殺人救急車/狙われた金髪の美女（スペンサー警部補）
- ジャック・サマースビー（バリー・コンラッド・アイザックス判事）※ソフト版
- 新スーパーマン（フランクリン・スターン）
- パトリオット・ゲーム（グリーア）※テレビ朝日版
- 星の王子 ニューヨークへ行く（ジョフィ・ジャファ王）※ソフト版
- レッド・オクトーバーを追え!（グリーア）※TBS版・テレビ朝日版

ジェームズ・カレン
- バタリアン（フランク）
- バタリアン2（エド）
- 冒険野郎マクガイバー（サンボーン）

ジェームズ・ギャモン
- アパルーサの決闘（アール・メイ）
- 刑事ナッシュ・ブリッジス（ニック・ブリッジス）
- ネスト（ロジャー・ウェイン）
- ハックフィンの大冒険（ハインズ保安官代理）
- メイド・イン・ヘブン（スティーヴ）
- リベンジ（テキサス人）※VHS版

ジェームズ・コスモ
- ゲット・ラッキー（ボス）
- サハラに舞う羽根（サッチ大佐）※ソフト版
- トロイ（グラウコス）※テレビ朝日版

ジェームズ・ロバートソン・ジャスティス
- チキ・チキ・バン・バン（スクランプシャス卿）※TBS版
- ナバロンの要塞（ジェンセン准将）※TBS版
- 白鯨（ブーマー船長）※TBS版

ジョージ・ケネディ
- クリープショー2/怨霊（レイ・スプルース）
- 特攻大作戦（マックス・アームブラスター少佐）
- 裸の銃を持つ男 PART2 1/2（エド・ホッケン）※ソフト版
- 裸の銃を持つ男 PART33 1/3 最後の侮辱（エド・ホッケン）※ソフト版

ジョン・マホーニー
- 真実の行方（ジョン・ショーネシー）
- バートン・フィンク（W・P・メイヒュー）※VHS版
- 背信の日々（ショーティ）

ネッド・ビーティ
- テロ・コマンド 漂流空路（アート・ホフシュタッダー）
- ラストゲーム（ワイアット刑務所長）
- 理由（マクネア弁護士）※テレビ東京版
- ルディ/涙のウイニング・ラン（ダニエル・ルティガー）

パット・ヒングル
- クイック&デッド（ホレス〈バーテンダー〉）※テレビ朝日版
- シャイニング（ピート・ワトソン）※ソフト版
- バットマンシリーズ（ジェームズ・ゴードン総監）※テレビ朝日版
  - バットマン
  - バットマン リターンズ
  - バットマン フォーエヴァー
  - バットマン & ロビン Mr.フリーズの逆襲

ハリス・ユーリン
- アメリカン・アウトロー（サデュウス・レインズ）※ソフト版
- カナディアン・エクスプレス（レオ・ワッツ）※フジテレビ版
- スカーフェイス（メル・バーンスタイン）※テレビ朝日版
- 卒業の朝（ハイラム・ベル上院議員）

ビル・コッブス
- イナフ（ジム・トラー）※ソフト版
- CSI:9 科学捜査班（ハリー・バスティール）
- 天使の自立（エイブラハム・ウィルソン）
- 犯罪捜査官ネイビーファイル シーズン5（マシュー・ターナー牧師）
- 未来は今（モーゼス）※ユニバーサル版

フィリップ・ベイカー・ホール
- ザ・プラクティス ボストン弁護士ファイル（ジョセフ・ヴィクトール判事）
- ザ・ロック（連邦最高裁長官）※日本テレビ版
- 空飛ぶペンギン（フランクリン）
- トータル・フィアーズ（ベッカー国防長官）
- ブギーナイツ（フロイド）
- ラッシュアワー（ディール警部）
- リプリー（アルヴィン・マカロン）※テレビ朝日版

フレッド・トンプソン
- ケープ・フィアー（トム・ブロードベント）※ソフト版
- ザ・シークレット・サービス（ハリー・サージェント）※ソフト版
- セクレタリアト/奇跡のサラブレッド（ブル・ハンコック）
- デイズ・オブ・サンダー（ビッグ・ジョン）※TBS版

ロン・ディーン
- ER V 緊急救命室（ジョーイ）
- 依頼人（ジョニー・スラーリ）※テレビ朝日版
- CSI:4 科学捜査班（ウッディ）
- 逃亡者（ケリー刑事）※ソフト版

#### 映画（吹き替え）
- アークエンジェル（ヨセフ・スターリン、パプ・ラパヴァ）
- 愛と追憶の日々（ヴァーノン・ダラート〈ダニー・デヴィート〉）
- 愛の嵐（オスカー）※日本テレビ版
- アウト・オブ・サイト
- 赤い河
- 明るい離婚計画（ファット・チャーリー〈ジョー・ヴィテレリ〉）
- アクシデント（おやじ〈フォン・ツイファン〉）
- 悪魔たち、天使たち（クリフォード・ダウニー〈アンディ・ロマーノ〉）
- 悪魔のいけにえ レザーフェイス一家の逆襲（ファーンズワース〈リチャード・リール〉）
- アッシャ 洞窟の女王（ルートヴィヒ・ホリー教授〈エドワード・ハードウィック〉）
- あひる大旋風（モーガン〈エドワード・アンドリュース〉）
- ア・フュー・グッドメン（ジュリアス・アレクサンダー・ランドルフ大佐〈J・A・プレストン〉）
- アマロ神父の罪（市長〈ペドロ・アルメンダリス・Jr〉）
- アメリカン・グラフィティ ※フジテレビ版、テレビ朝日版
- アメリカン・スプレンダー（ボーツ）
- アメリカン・ドリームズ（アリ・リザ）
- アラスカ/小さな冒険者たち（グレイザー巡査部長〈ドン・S・デイヴィス〉）
- 荒鷲の翼 ※東京12チャンネル版
- ある貴婦人の肖像（タチェット翁〈ジョン・ギールグッド〉）
- アルマゲドン（カール〈ジョン・メイホン〉）※フジテレビ版
- アンタッチャブル（マイク・ドーセット署長〈リチャード・ブラッドフォード〉）※ソフト版・テレビ朝日版
- アンドロメダ…（スパークス少将〈ピーター・ホッブス〉）※ソフト版
- アントワン・フィッシャー きみの帰る場所（ハワード、ホーレス）
- アンナと王様（クララホム首相〈シード・アルウィ〉）※ソフト版
- アンビリーバブル（ジョージ、モリソン）
- イーナちゃんとテディベア（犬連れの男〈ラッセ・ペッテルソン〉）
- 怒りのエクスタミネーター/地獄の標的（オスカー・ファーリー町長）
- イスタンブール特急（グランチェック〈ジャック・クルシェン〉、グスタフ）
- 愛しのローズマリー（スティーブ・シャナハン〈ジョー・ヴィテレリ〉）
- イヤー・オブ・ザ・ドラゴン（レニー・カランザ〈トニー・リップ〉、トニー・ホー）
- イルカの日（シュウィン〈セヴァン・ダーデン〉）※テレビ朝日版
- イングロリアス・バスターズ（ウィンストン・チャーチル〈ロッド・テイラー〉）
- インソムニア（チャーリー・ニューバック署長〈ポール・ドゥーリイ〉）※ソフト版
- インターステラー（老人3）
- インディ・ジョーンズ/魔宮の伝説（族長、商人）※旧ソフト版
- インフォーマント!（オーブリー・ダニエル〈クランシー・ブラウン〉、ハロルド・ベイカー判事）
- ヴァンパイア・イン・ブルックリン ※フジテレビ版
- ウィズアウト・ユー（スタジオ会長〈ヘクター・エリゾンド〉）
- WIN WIN ダメ男とダメ少年の最高の日々（レオ・ポップラー〈バート・ヤング〉）
- ウェイクアップ!ネッド
- ウエスタン（サム、スネーキー〈ジャック・イーラム〉）※ソフト版
- ウォー・ゲーム（マッキトリック博士〈ダブニー・コールマン〉）
- 宇宙戦争（マシュー〈ルイス・マーティン〉）※テレビ東京版
- 裏切り者（マニー・セキエラ〈トーマス・ミリアン〉）
- 裏窓（ラーズ・ソーワルド〈レイモンド・バー〉）※機内上映版[54]
- ウルヴァリン:X-MEN ZERO（トラヴィス・ハドソン〈マックス・カレン〉）
- ウルフマン（ロイド医師）
- 浮気なシナリオ（ダフィッド・レウェリン〈アンソニー・ホプキンス〉）
- 映画は映画だ（ペク会長〈ソン・ヨンテ〉）
- エイジ・オブ・イノセンス/汚れなき情事（シラトン・ジャクソン〈アレック・マッコーエン〉）
- エクスタミネーター（州議会議員〈デヴィッド・リップマン〉）※テレビ東京版
- EX エックス（パブロフ）※ソフト版
- エニイ・ギブン・サンデー（タッグ〈オリバー・ストーン〉）※テレビ朝日版
- エネミー・オブ・アメリカ（ウー〈アルバート・ウォン〉）※フジテレビ版
- エリミネーターズ（バーテンダー）
- エンジェル（ノーリー卿）
- エンジェル・アイズ（ミスター・ポーグ〈ヴィクター・アルゴ〉[55]）
- エンド・オブ・ザ・ワールド（アラン・ノードストロム〈チャールズ・ティンウェル〉）
- エンド・オブ・センチュリー（ラフォント〈マイケル・C・グウェイン〉）
- OSS 117 私を愛したカフェオーレ（セーチン）
- オーバー・ザ・トップ（マッド・ドッグ・マディソン、スマッシャー）※フジテレビ版
- オールウェイズ（ネイルズ）※VHS・DVD版
- オールド・ルーキー（マック）
- 黄金作戦 追いつ追われつ（スウェイン船長）
- 王様と私（クララホム首相〈マーティン・ベンソン〉）※東京12チャンネル版
- 王の男（チョソン〈チャン・ハンソン〉）
- 狼は天使の匂い（レナー）
- 狼よさらば（ポリスコミッショナー〈スティーヴン・エリオット〉）
- オクトパス（ソ連軍艦長〈バシル・バノフ〉）※ソフト版
- オスカー（カークウッド〈ケン・ハワード〉）
- お葬式だよ全員集合!（ジャック・スカンラン〈ジャック・ウォーデン〉）
- オデッサ・ファイル（アルフレッド・オスター〈クルト・マイゼル〉）
- 男たちの挽歌（ホーの父〈ティエン・ファン〉）※ソフト版
- 男の闘い（ジェンキンス）
- 踊れトスカーナ!（パパ）
- オプ・センター（トロイ・デイヴィス〈ウィルフォード・ブリムリー〉）※VHS版
- オリバー・ツイスト
- 俺たちは天使じゃない（刑務所長〈レイ・マカナリー〉）
- 女と女と井戸の中（フランシス・ハーパー）
- 怪奇!血のしたたる家（ストーカー）
- 海底決戦隊（ヤン、大佐、スパイ2、男7、手下3）
- ガイバー/ダークヒーロー（マーカス・エドワード）
- 海流のなかの島々（ジョセフ〈ジュリアス・W・ハリス〉）
- カイロの紫のバラ（ラオール・ハーシュ）
- カサノバ（タルー卿〈ジョン・カールセン〉）
- カサブランカ（フェラーリ）※テレビ東京版
- カジノ（リモ・ガッジ〈パスケル・カヤーノ〉）
- 風と共に去りぬ（ポーク）※日本テレビ旧録版
- ガタカ（シーザー〈アーネスト・ボーグナイン〉）※DVD・VHS版
- 家庭教師（ボルゲット〈リッカルド・ビリー〉、店主、神父2）
- カトマンズの男（コーネリアス・ポンシャベール）※テレビ東京版
- カナディアン・エクスプレス（ドミニク・ベンティ刑事〈M・エメット・ウォルシュ〉）※ソフト版
- カプリコン・1（ホリス・ピーカー〈デヴィッド・ハドルストン〉）
- カリフォルニア・トレジャー（ペッパー〈ウィリス・バークスII世〉）
- 華麗なる週末（ボス〈ウィル・ギア〉）
- 華麗なるヒコーキ野郎（ドク・ディルホファー〈フィリップ・ブランズ〉）
- ガンジー ※フジテレビ版
- カンニング・モンキー 天中拳（タイツォン）※フジテレビ版
- 頑張れ! グムスン（ペクサ〈チュ・ヒョン〉）
- がんばれ!ベアーズ 特訓中（マニング）※日本テレビ版
- ガンマン大連合（モンゴ将軍〈ホセ・ボダロ〉）
- 危険な情事（警部）
- キス・オブ・ザ・ドラゴン（タイ〈バート・クウォーク〉）※ソフト版
- キッド（サム・デューリッツ〈ダニエル・フォン・バーゲン〉）
- 騎兵隊（カービー軍曹〈ジャドソン・プラット〉、スティーブ・ハルバート将軍）※TBS新録版
- 君とボクの虹色の世界（マイケル）
- キャスパー（ラッグ〈ベン・スタイン〉）※日本テレビ版
- キャデラック・マン（ビッグJ）※テレビ東京版
- キャノンボール3 新しき挑戦者たち（ガス・ゴールド〈ハーヴェイ・アトキン〉）※VHS版
- キャプテン・アメリカ 卍帝国の野望（フレミング将軍〈ダーレン・マクギャヴィン〉）
- ギャング・オブ・ニューヨーク（スキャマホーン〈デヴィッド・ヘミングス〉）※ソフト版
- 吸血の群れ（チャールズ）
- 9.11 アメリカ同時多発テロ最後の真実（アイマン・ザワーヒリー）
- 恐怖の魔力/メドゥーサ・タッチ（ペニントン）
- キョンシーVS五福星（サイ、リー〈リー・クン〉）
- キラークラウン（カーティス・ムーニー〈ジョン・ヴァーノン〉）
- キング・オブ・キングス（ヨセフ〈ジェラルド・ティチー〉）
- キングコング ※テレビ朝日旧録版
- クール・ランニング（クーリッジ）※ソフト版
- クイズ・ショウ（デイヴ・ギャロウェイ〈バリー・レヴィンソン〉）
- グラマー・エンジェル危機一発（ミスター・チャン〈ピーター・ブロミロウ〉）
- クリスティーナの好きなコト（マーティン、ジイちゃん〈リチャード・デニ〉）
- クリムゾン・タイド（アンダーソン少将〈ジェイソン・ロバーズ〉、ウラジミール・ラドチェンコ〈ダニエル・フォン・バーゲン〉）※ソフト版
- クルックリン（クレム）
- クレオパトラ（セオドトス、シセロ〈マイケル・ホーダーン〉）※日本テレビ版
- グレムリン（コーベン頭取〈エドワード・アンドリュース〉）※テレビ朝日版、（ミスター・ウィング〈ケイ・ルーク〉）※フジテレビ版
- グローリー（フランシス・ショー〈ピーター・マイケル・ゴーツ〉）※日本テレビ版
- 軍用列車（モリノー〈デヴィッド・ハドルストン〉）※TBS版
- 汚れなき瞳の中に（タクシー運転手〈ブルース・カービー〉）
- 激戦地（ピエール）
- ゴージャス（レストラン船長の客〈ラム・シュー〉）※パイオニアLDC版
- ゴーストバスターズ（警視総監）※フジテレビ版
- ゴーストバスターズ2（警部補）※フジテレビ版
- GOAL!（アイヴス）
- GOAL!2（アイヴス）
- 恋は邪魔者（セオドア・バナー〈トニー・ランドール〉）
- 幸福の条件（ビューレン〈ピエール・エプスタイン〉）※ソフト版
- 荒野の墓標（クーパー保安官〈ピエロ・ルッリ〉）
- 荒野の用心棒（チコ）※テレビ朝日版
- 降霊（エリコット〈ベン・ギャザラ〉）
- ゴッドファーザー・サガ（ルカ・ブラジ、フランク・ペンタジェリ〈マイケル・V・ガッツォ〉、ドン・ネッチオ）
- ゴッドファーザー PART II（フランク・ペンタジェリ〈マイケル・V・ガッツォ〉）※ソフト版
- ゴッドファーザー PART III（モスカ）※フジテレビ版
- この生命誰のもの（ワイラー判事〈ケネス・マクミラン〉）
- この胸のときめき（アンジェロ〈ロバート・ロッジア〉）
- コブラ（ハリウェル署長〈ヴァル・エイヴリー〉）※TBS版
- 5枚のカード（シグ・エヴァース〈デンヴァー・パイル〉）
- コモド（保安官〈ブライアン・マクダーモット〉、動物売り）
- コン・エアー（ファルゾン刑務官〈スティーヴ・イースティン〉、車の運転手〈ドン・S・デイヴィス〉）※テレビ朝日版
- コンフェッション（ラリー・ゴールドバーグ〈ジェリー・ワイントローブ〉、ジム・ラング）
- コンボイ（ハミルトン）
- 13F（ハンノン・フラー / グリアソン〈アーミン・ミューラー＝スタール〉）
- サイダーハウス・ルール
- ザ・インターネット（ダニエル・ショア）※ソフト版
- ザ・カー（レイ・モット、マッケイ、プルブルック医師）※テレビ朝日版
- ザ・ガン 運命の銃弾（ラッセル部長、支配人）
- ザ・キープ（アレクサンドル〈モーガン・シェパード〉）
- 誘う女（ジョー・マレット〈ダン・ヘダヤ〉）
- ザ・ダイバー（ミスター・パピー〈ハル・ホルブルック〉）
- 殺人サイボーグ リタリエーター（マイク）
- 殺人のはらわた（カルーソ〈ヴァル・エイヴリー〉）
- ザ・デイ・アフター
- ザ・バンク 堕ちた巨像（ウィリアム・ウェクスラー〈アーミン・ミューラー＝スタール〉）
- ザ・ファーム 法律事務所（デントン・ヴォイルズ〈スティーヴン・ヒル〉）※ソフト版
- ザ・フォール/落下の王国（オットー〈ロナルド・フランス〉）
- ザ・フォッグ（メイチェン〈ジョン・ハウスマン〉、シムズ保安官）※テレビ東京版
- サムソンとデリラ
- ザ・メタ・シークレット（ボブ・プロクター）
- ザ・ロード（老人〈ロバート・デュヴァル〉）
- サロゲート（キャンター博士〈ジェームズ・クロムウェル〉[56]）
- サンダー/怒りの復讐（チャーリー）
- シーウルフ（コリン・マッケンジー〈パトリック・アラン〉）
- JM（スティック）
- JFK（ロング〈ウォルター・マッソー〉）※ソフト版
- シェーン（フレッド・ルイス〈エドガー・ブキャナン〉）※テレビ東京版
- ジェイン・オースティン 秘められた恋（ラングロア判事〈イアン・リチャードソン〉）
- シカゴ・コネクション/夢みて走れ
- 七人の特命隊（ピンク軍曹）
- シティーハンター（今村〈荻原賢三〉）
- 死にたいほどの夜（ジェリー〈ジム・ヘイニー〉）
- 死の標的（ハッチャーの上司）※テレビ朝日版
- 死亡遊戯（ヘンリー・ロー〈ロイ・チャオ〉）
- ジャクソン・ジェイル（デンプシー保安官〈セヴァーン・ダーデン〉）
- ジャッキー・チェン カンフー・キッド（北京の祖父）
- ジャングル 2 ジャングル（アレックス・ジョバノビッチ〈デヴィッド・オグデン・スティアーズ〉）
- 上海ブルース（叔父さん〈ティン・チン〉）
- 13日の金曜日（トラック運転手）
- 13日の金曜日 PART8 ジェイソンN.Y.へ（ロバートソン船長）※ソフト版
- 十二人の怒れる男（裁判官）※日本テレビ版
- 重犯罪特捜班/ザ・セブン・アップス（ギルソン署長）※テレビ朝日版
- ジュディ・ガーランド物語（ジョージ・キューカー〈デレク・ケウルヴォルスト〉）
- ジョーズ'87 復讐篇（ウィリアム）※日本テレビ版
- ショート・サーキット（農夫）
- シリーズ7/ザ・バトル・ロワイアル（フランクリン・ジェームズ）
- 新・明日に向って撃て!（ハーヴェイ・ローガン〈ジョン・シャック〉）
- 新・荒野の七人 馬上の決闘（リーバイ〈ジェームズ・ホイットモア〉）※テレビ東京版
- 真実の瞬間（ウッド議長〈ゲイラード・サーテイン〉）
- 紳士は金髪がお好き（グロティエ）※フジテレビ版
- シンデレラマン（ジャネット〈ロン・カナダ〉、巡査部長）
- 新桃太郎3 聖魔大戦（大魔王〈ロー・ウェイ〉）
- スーパーコップ90（マックス・ホリスター〈トニー・ジェイ〉）※VHS版
- スーパーマンII/冒険篇（レックス・ルーサー〈ジーン・ハックマン〉）※TBS版
- スーパーマンIV/最強の敵（レックス・ルーサー〈ジーン・ハックマン〉）
- スーパーマン リターンズ（老バーテンダー）
- スウェプト・アウェイ（船長）
- 素顔のままで（ウィリー・ロホ〈ジャンニ・ルッソ〉）※ソフト版
- スター・ウォーズシリーズ
  - スター・ウォーズ エピソード5/帝国の逆襲（ケンダル・オッゼル提督〈マイケル・シェアード〉）※テレビ朝日版
  - スター・ウォーズ エピソード6/ジェダイの帰還（ギアル・アクバー提督〈ティム・ローズ〉）※ソフト版
  - スター・ウォーズ/フォースの覚醒（ギアル・アクバー提督〈ティム・ローズ〉）
  - スター・ウォーズ/最後のジェダイ（ギアル・アクバー提督〈ティム・ローズ〉）
- スタートレックV 新たなる未知へ（神）※機内上映版
- スタートレックVI 未知の世界（モンゴメリー・スコット〈ジェームズ・ドゥーアン〉）※旧ソフト版
- スタートレック ジェネレーションズ（モンゴメリー・スコット〈ジェームズ・ドゥーアン〉）※旧ソフト版
- スターリングラード ※日本テレビ版
- スタンド・バイ・ミー（マイロ・プレスマン〈ウィリアム・ブロンダー〉）※フジテレビ版
- ストライク・コマンドー（レジース〈アラン・コリンズ〉）
- ストローカーエース（ドックの父親）
- スナッチ（ダグ"ザ・ヘッド"〈マイク・リード〉）※ソフト版
- スパイ・エンジェル/グラマー美女軍団2（ケイン〈パット・モリタ〉）
- スパイ・ライク・アス（ミーグス将軍〈トム・ハッテン〉）
- スペースキャット（“正直者”ハリー、ホースハム判事、チャーリー・クーニー）
- スペースバンパイア ※テレビ朝日旧録版
- スリーサム 危険な関係（牧師）
- スリー・リバーズ（ペンダーマン〈マイク・ホッジ〉）※ソフト版
- スリザー（ウォーリー・ホエール）
- スローター2/哀しみの銃弾（ダンカン〈エド・マクマホン〉）
- スローターハウス5（ハワード・キャンベル・ジュニア）
- 絶体×絶命 ※テレビ朝日版
- セブン（ベアーズリー医師〈リチャード・ポートナウ〉）※テレビ東京版
- セブン・イヤーズ・イン・チベット（中国の代表〈ヴィクター・ウォン〉）※ソフト版
- セブンデイズ（事務長〈チャン・ハンソン〉）
- 0086笑いの番号（ジョナサン・レヴィンソン・シーゲル）
- ゼロ タウン 始まりの地（ファヘッド神父〈ヨニ・アビド〉）
- 戦艦シュペー号の最後（オットー・ラングマン大使）※フジテレビ版
- 戦場（ミタムラ大佐〈アキ・アレオン〉）
- 戦場にかける橋 ※フジテレビ版
- 戦場のピアニスト（シュルツ、リパ）
- 空の大怪獣Q（署長〈マラキー・マッコート〉）
- ソルジャー・ボーイズ（ガトン軍曹〈ドン・ストラウド〉）
- ダーティハリー2（ビル、検視官）※フジテレビ版、（フランク・ディジョージオ〈ジョン・ミッチャム〉）※テレビ朝日版
- ダーティハリー4（カール）
- ダーティファイター 燃えよ鉄拳（ルーサー・クインス〈ローガン・ラムジー〉、ビッグ・トニー）
- ターミナルフォース/叛逆のサイバーコップ（リッチマン本部長〈デューク・ストラウド〉）
- ターミナル・ベロシティ（サム〈ハンス・R・ハウズ〉）※テレビ朝日版
- タイタス（エミリアス）
- 大脱出（ギルバート）
- タイド・オブ・ウォー（マーリット少将〈ラリー・ウェッガー〉）
- 第27囚人戦車隊（グラスホール将軍〈オリヴァー・リード〉）
- ダイ・ハード（ジョセフ・ヨシノブ・タカギ〈ジェームズ・シゲタ〉）※フジテレビ版
- ダ・ヴィンチ・コード（ジャック・ソニエール館長〈ジャン＝ピエール・マリエール〉）※ソフト版
- ダウト〜あるカトリック学校で〜
- 宝島（ビリー・ボーンズ船長〈フィンレイ・カリー〉）※DVD版
- 007シリーズ（M〈バーナード・リー〉）※ソフト版
  - 007 ドクター・ノオ
  - 007 ロシアより愛をこめて
  - 007 ゴールドフィンガー
  - 007 サンダーボール作戦
  - 007は二度死ぬ
  - 女王陛下の007
  - 007 ダイヤモンドは永遠に
  - 007 死ぬのは奴らだ
  - 007 黄金銃を持つ男（ハイ・ファット）※TBS版
  - 007 私を愛したスパイ
  - 007 ムーンレイカー（グレイ）※TBS版
  - 007 美しき獲物たち（M〈ロバート・ブラウン〉）※TBS版
  - 007 トゥモロー・ネバー・ダイ（ローバック提督）※フジテレビ版・テレビ朝日版
- ダンス・ウィズ・ウルブズ ※テレビ朝日版
- ダンス・ウィズ・ミー（ステファノ）
- ダンテズ・ピーク（ポール・ドレイファス〈チャールズ・ハラハン〉）※ソフト版
- チェンジング・レーン（スティーヴン・デラーノ〈シドニー・ポラック〉）
- チェンバー/処刑室（E・ガーナー・グッドマン〈ロバート・プロスキー〉）
- チャイナタウン（ウォルシュ〈ジョー・マンテル〉）
- チャイニーズ・ゴースト・ストーリー3（老師〈ラウ・シュン〉）
- チャンピオン鷹（リー〈エディ・コー〉）
- 超能力学園Z（デクスター・ジョーンズ〈スキャットマン・クローザース〉）
- 沈黙の陰謀（フランク〈L・Q・ジョーンズ〉）※ソフト版
- 沈黙の戦艦（キャラウェイ〈サンディ・ウォード〉）※テレビ朝日版
- 沈黙の要塞 ※テレビ朝日版
- 追想（ミュラー軍医〈カール・ミカエル・フォーグラー〉）
- ツインズ（ミッチェル・トラヴェン〈ネヘマイア・パーソフ〉）※テレビ朝日版
- ツイン・ドラゴン（医者〈ラウ・カーリョン〉、タン〈チュウ・ヤン〉）※フジテレビ版
- デーヴ（ジョン・マクラフリン）
- ティーン・ウルフ（酒場の店主）
- ディア・ハンター（ジュリアン〈ピエール・セグイ〉）
- 敵、ある愛の物語（レオン〈ポール・マザースキー〉）
- テシス 次に私が殺される（フィゲロア教授）
- デュース・ビガロウ、激安ジゴロ!?（ボブ・ビガロウ〈リチャード・リール〉）
- デリンジャー（サム・カウリー）※TBS版
- デルタ・フォース（ベン・キャプラン〈マーティン・バルサム〉）
- デルタフォース3（ウィルソン将軍〈サンディ・ウォード〉）※VHS版
- 天国からの復讐（保安官サム〈ホイト・アクストン〉）
- 天国の日々
- トイ・ソルジャー（ディーン・エドワード・パーカー〈ルイス・ゴセット・ジュニア〉）※VHS版
- 盗聴（サム・スタインマン警部〈アンディ・ロマーノ〉）
- ドク・ソルジャー/白い戦場（監察長官〈ノーブル・ウィリンガム〉）※ソフト版
- ドクター・ジャガバンドー（ゴードン・ハーグローヴ）
- ドクター・ドリトル3（ジャド・ジョーンズ〈ジョン・エイモス〉）
- 特攻サンダーボルト作戦（バー・レフ〈ルー・ギルバート〉）
- 隣のリッチマン
- トム・ホーン（オーラ・ヘイリー）
- ドラキュラ（Mr.ホーキンス〈ジェイ・ロビンソン〉）※新ソフト版
- ドラキュラ対フランケンシュタイン（マーティン警部）
- ドラグネット 正義一直線
- ドラゴン怒りの鉄拳（フォン〈ハン・インチェ〉）※TBS版
- トランスフォーマー（アーチボルト・ウィットウィッキー〈ウィリアム・モーガン・シェパード〉）
- トレマーズ（ジム・ウォーレス〈コンラッド・バックマン〉）※テレビ朝日版
- 永遠の語らい（ジョアン）
- ドン・サバティーニ（チャック・グリーンウォルド〈ジョン・ポリト〉、ビッグ・レオ）
- ナイト&デイ（フランク・ジェンキンス〈デイル・ダイ〉）
- ナイトホークス（マイク、警部）※テレビ朝日版
- ナイロビの蜂（ケネス・カーティス〈ジェラード・マクソーリー〉）
- 夏の嵐（セルピエーリ伯爵〈ハインツ・モーグ〉）※TBS版
- 28週後...（ジェフ）
- 2010年（ディミトリ・モイセーヴィッチ〈ダナ・エルカー〉）※テレビ朝日版、（ヴィクター・ミルソン〈ジェームズ・マクイーチン〉）※TBS版
- ニューヨークUコップ（ブロードスキー署長）
- ニューヨーク1997（酔っ払い〈ジョージ・“バック”・フラワー〉）
- ニューヨーク・ニューヨーク（ホレース・モリス）
- ニューヨークの恋人（オーティス〈フィリップ・ボスコ〉）※日本テレビ版
- ニューヨーク・ポリスストーリー/あの犬どもの背中を狙え（ペトリエ巡査部長）
- ネットフォース（ローウェル・デヴィッドソン〈ブライアン・デネヒー〉）※ソフト版
- ネバーエンディング・ストーリー（コリアンダー〈トーマス・ヒル〉）※テレビ朝日版
- ネバーエンディング・ストーリー 第2章（コリアンダー〈トーマス・ヒル〉）※テレビ朝日版
- のるかそるか（ラフキン〈デヴィッド・シャラム〉）※VHS版
- ハーツ・アンド・マインズ/ベトナム戦争の真実（クラーク・クリフォード、ウォルト・ロストウ、ドゥオン・ヴァン・ガイ、マクスウェル・D・テイラー）
- ハートに火をつけて（ジョン・ルポーニ〈ディーン・ストックウェル〉）※劇場公開版
- バーバー（クレイトン・トリヴァー〈ジョン・ポリト〉）
- パール・ハーバー（ジョージ・C・マーシャル将軍〈スコット・ウィルソン〉、メルヴィン・ベニオン艦長〈ピーター・ファース〉）※ソフト版
- ハーレム・ナイト（ベニー・ウィルソン〈レッド・フォックス〉）※ソフト版
- 陪審員（ローランド）※日本テレビ版
- ハイパーサピエンス（ダートの祖父〈ピーター・ジェイソン〉）
- ハイランダー/最終戦士（ジャコブの父）
- ハウリング（サム・ニューフィールド〈スリム・ピケンズ〉）
- 白鯨（ピーター・コフィン）※TBS版
- バスキア（ジャック・マイロ）
- パスポート to パリ（デュ・ボーヴォワール外務大臣）
- バック・トゥ・ザ・フューチャー PART2（イトー・フジツー〈ジム・イシダ〉）※テレビ朝日版
- パッション・プレイ（ビリー〈ブライアン・ドイル＝マーレイ〉）
- 八点鐘が鳴るとき（ティム・ハッチンスン〈レオン・コリンズ〉）※日本テレビ版
- バッド・ガールズ（フランク・ジャレット〈ロバート・ロッジア〉）※ソフト版
- バットマン オリジナル・ムービー（ペンギン〈バージェス・メレディス〉）※ソフト版
- ハッピィブルー
- バトルガンM‐16（ジャック・ロメロ）
- バトルクリーク・ブロー（ジョン）
- バニシング・レッド（ウッディ・アングストローム〈バート・レムゼン〉）※VHS版
- パニック・イン・スタジアム（サム・マッキーヴァー〈マーティン・バルサム〉）※日本テレビ版
- パパとマチルダ（マーカス判事）
- 遥かなる子熊の森（ゲインズ委員長〈アンドリュー・ダガン〉）
- パルメット（フェリックス・マルルー〈ロルフ・ホッペ〉）※VHS版
- パワープレイ（ミン大佐〈オーガスト・シェレンバーグ〉）
- バンク・ジョブ（マイルズ・アークハート、ロイ・ギヴン）
- 犯罪心理捜査官2（フィーグラー署長〈マイク・ケネディ〉）
- 引き裂かれたカーテン（グロメク〈ヴォルフガング・キーリング〉）※フジテレビ版
- ビッグ・ガン（トニーの父親）※ニュージャパンフィルム版
- ビッグ・ヒット（ニシ・ジロー〈サブ・シモノ〉）
- ビッグ・ボス（ジャック・マクガーン〈カーメン・アルジェンツィアノ〉、ジュゼッペ・アイエロ、ビッグ・ジム・コロシモ）
- ビッグママ・ハウス（ベン・ローリー〈カール・ライト〉）
- ビハインド・ザ・サン（父親）
- 秘密のミラクル・マジシャン
- 100万ドルの血斗（ポップ・ドーソン〈ハリー・ケリー・ジュニア〉）
- 評決のとき（アイザイア・ストリート牧師〈ジョー・セネカ〉、ウィラード・ティレル・バス博士〈M・エメット・ウォルシュ〉）※ソフト版
- ピラニア（捜査会社社長〈リチャード・ディーコン〉）
- ビリー・ザ・キッド/21才の生涯（パコ〈エミリオ・フェルナンデス〉）
- ビルとテッドの地獄旅行（ルーファス〈ジョージ・カーリン〉）※ソフト版
- ビンゴ!（クレイ保安官）
- ヒンデンブルグ（フェローズ大佐〈スティーヴン・エリオット〉）※日本テレビ版
- ファイアーウォール（ビル〈ディーン・ストックウェル〉）
- ファイアーライト/情炎の愛（クレア卿〈ジョス・アクランド〉）
- ファイティング・キッズ（ノア〈オジー・デイヴィス〉）
- ファイヤーフォックス（書記長）※TBS版
- ファミリービジネス（レイ・ガーヴェイ、トミー）
- フィールド・オブ・ドリームス（アンパイア）※VHS版
- フィフス・エレメント（マンロー将軍〈ブライオン・ジェームズ〉）※テレビ朝日版
- フェノミナン（ワレン医師〈リチャード・カイリー〉）
- フォーエヴァー・ヤング 時を超えた告白（ハリー・フィンリー〈ジョージ・ウェント〉）※ソフト版
- 復讐の用心棒（バートン医師〈ジュリアーノ・ラファエリ〉）
- フライボーイズ（ブリッグスの父〈ティム・ピゴット＝スミス〉）
- ブラジルから来た少年（ラルフ・グンター）
- ブラックブック（スマール〈ドルフ・デ・ルイーズ〉）
- ブラック・レイン（菅井国雄〈若山富三郎〉、オリヴァー〈ジョン・スペンサー〉）※ソフト版
- フラッド（チャーリー〈エドワード・アズナー〉）※日本テレビ版
- PLANET OF THE APES/猿の惑星（ゼイウス〈チャールトン・ヘストン〉）※機内上映版
- ブラボー火星人2000（チャーニング局長〈マイケル・ラーナー〉）
- フランス軍中尉の女（グローガン医師〈レオ・マッカーン〉）
- フリーマネー（スウィード・ソレンソン所長〈マーロン・ブランド〉）
- プリズン・フリーク（ネルソン・ビーダーマン3世判事）
- フリック・ストーリー（ルネ・ボレック）
- プリティ・ウーマン（アダムズ議員）※ソフト版
- ブリンクス（エドガー・フーヴァーFBI長官〈シェルドン・レナード〉）※テレビ朝日版
- ブルースチール（警察署長〈マイク・ホッジ〉）※VHS版
- ブルベイカー（エイブラハム・クック〈リチャード・ウォード〉、レンフロ所長）
- ブレイブ（マッカーシー〈マーロン・ブランド〉）
- プレシディオの男たち（ロス・マクルーア元曹長〈ジャック・ウォーデン〉）※フジテレビ版
- ブレックファースト・オブ・チャンピオンズ（キルゴア・トラウト〈アルバート・フィニー〉）
- フレッチ登場!/5つの顔を持つ男（ビリー・ジョー・ヘンドリック）※DVD版
- プロジェクトBB（サンダルの父〈クー・フェン〉）
- プロテクター（リー・ヒン〈ピーター・ヤン〉[57]）※フジテレビ版
- ブロンディー/女銀行強盗（ゲイリー・バックナー〈ゲイラード・サーテイン〉）
- ふわっとアルバート（ビル・コスビー）
- ペイダート/この家、一獲千金!（ジェフリー・バニット〈ダブニー・コールマン〉）
- ペット・セメタリー（アーウィン・ゴールドマン）※ソフト版
- ヘブンズ・ゲート（マイケル・ベア）
- ペリカン文書（エドウィン・ニューマン）※ソフト版
- ベルサイユのばら（ブイエ将軍〈ジョルジュ・ウィルソン〉）
- 変態村（ロベール・オルトン〈フィリップ・ナオン〉）
- ボー・ジェスト（マーコフ軍曹〈ブライアン・ドンレヴィ〉）
- ホーム・アローン（ジョニー〈ラルフ・フーディー〉）※テレビ朝日版
- ボーン・アイデンティティー（ニクワナ〈アドウェール・アキノエ＝アグバエ〉）※ソフト版
- 抱擁のかけら（エルネスト・マルテル〈ホセ・ルイス・ゴメス〉）
- 暴力脱獄
- 北北西に進路を取れ（レスター・タウンゼント）※日本テレビ版
- 星空の用心棒（パハリト医師）※TBS版
- 星の王子 ニューヨークへ行く（ランドルフ・デューク〈ラルフ・ベラミー〉）※ソフト版
- 星の国から来た仲間（コート）※劇場公開版
- ポセイドン・アドベンチャー2（ハロルド〈ジャック・ウォーデン〉）※TBS版
- ボディガード（レイ・コート〈ジェリー・バマン〉）※フジテレビ版
- 炎の大捜査線（警察署長）
- ボビー（ネルソン〈ハリー・ベラフォンテ〉）
- ボブ・クレイン 快楽を知ったTVスター（ジョン・バナー〈ライル・カノウス〉）
- ポリスアカデミー5 マイアミ特別勤務（マードック本部長）※ソフト版
- ホワイトハウス狂騒曲（テリー・コリガン〈ケヴィン・マッカーシー〉）※ソフト版
- マイク・ザ・ウィザード（ラッキー・ストレイカー）
- マイ スウィート ガイズ（ダンテ・ソロモン）
- マイ・ビューティフル・ジョー（ルー・オコーナー）
- マイ・ライフ（ジョセフ・カリファーノ医師〈ケネス・タイガー〉）※ソフト版
- マキシマム・リスク ※テレビ朝日版
- マシンガン・パニック/笑う警官（サミー・アヴァキアン）
- マスク（エイブ〈リチャード・ダイサート〉）
- マスター・アンド・コマンダー（ジョー・プレイス）
- マックイーンの絶対の危機（ヘンリー・マーティン）※日本テレビ版
- マッドボンバー（弁護士）
- 真夜中の青春（デュボア教授）
- マリー・アントワネット（ルイ15世〈リップ・トーン〉）
- マルホランド・ドライブ（ルイージ・カスティリアーニ〈アンジェロ・バダラメンティ〉、クッキー〈ジェノ・シルバ〉）
- ミズーリ横断（ルッキング・グラス〈J・キャロル・ネイシュ〉）
- 緑の館（ルーニー〈早川雪洲〉）※TBS版
- ミラーズ（ロバート・エシカー〈ジュリアン・グローヴァー〉）
- もういちど（ジェラルド〈ノーマン・ケイ〉）
- 猛獣大脱走
- 燃えよデブゴン 出世拳（ローウン和尚〈ウー・テイシャン〉）
- 燃えよデブゴン8 鬼打鬼（チン・ホイ）
- 元大統領危機一発/プレジデント・クライシス（ジョー・ホリス〈ウィルフォード・ブリムリー〉）
- モニカ・ベルッチ ジュリア（オズワルド〈ナタル・テュリ〉）
- やかまし村の子どもたち（スネル）※ソフト版
- やかまし村の春・夏・秋・冬（スネル）
- 野獣捜査線（ガミアニ）
- 野獣の眼（ロッシ〈ジョルジオ・ガルジューロ〉）
- ヤング・シャーロック/ピラミッドの謎（ベントリー・ボブスター）※フジテレビ版
- 幽幻道士（ゼン）
- 雪に咲いたバラ（オットー〈ルドルフ・シュンドラー〉、ナレーター）
- 夢の旅路（フォンティナ〈ロッド・スタイガー〉）
- 48時間PART2/帰って来たふたり ※日本テレビ版
- ライディング・ザ・ブレット（農夫〈クリフ・ロバートソン〉）
- ライラの冒険 黄金の羅針盤（第一評議員〈クリストファー・リー〉）※ソフト版
- ラスト・アクション・ヒーロー（リッパーのエージェント〈リック・ダコマン〉）※フジテレビ版
- ラストサマー2（ポールセン〈レッド・ウェスト〉）※テレビ朝日版
- ラスト・シューティスト（モーゼス〈スキャットマン・クローザース〉）※テレビ朝日版
- ラストデイズ・オブ・サードエンパイア（キュッター〈ヤン・デクレアー〉）
- ラスト・ボーイスカウト（シェリー・マーコン〈ノーブル・ウィリンガム〉）※テレビ朝日版
- リストランテの夜（アルベルト・N・ピサーニ）
- リトル・インディアン（ジミー・ウルフ）
- 龍城恋歌（シォン・チンピィヤオ）
- ルディ/夢はレースで1等賞!（大家）
- ルトガー・ハウアー 処刑脱獄（ワイルダー保安官〈リチャード・ブラッドフォード〉）※VHS版
- 霊幻道士 ザ・ムービー 空飛ぶドラキュラ・リターンズ（村長）
- レイズ・ザ・タイタニック（デイル・バスビー将軍）※LD版
- レインボー（フランク〈ボブ・ホスキンス〉）
- RED/レッド（ヘンリー〈アーネスト・ボーグナイン〉）
- レッド・オクトーバーを追え!（ライルス将軍）※ソフト版
- レッドブル ※テレビ朝日版
- レニー・ブルース（ジャック・ゴールドスタイン〈ガイ・レニー〉）
- レマゲン鉄橋（ホルツガング）※TBS版
- レンタ・コップ（ワイザー〈ジョン・P・ライアン〉）
- ローゼンクランツとギルデンスターンは死んだ（イギリス大使〈ジョン・バージェス〉）
- ローマの哀愁（キャンベル・ケネディ）
- ロールス・ロイスに銀の銃（墓掘りジョーンズ〈ゴッドフリー・ケンブリッジ〉）
- 六番目の男（ボニウェル〈ジョン・マッキンタイア〉）
- ロケッティア（ビゲロー〈ジョン・ポリト〉）※ソフト版
- ロジャー・ラビット（R・K・マルーン〈アラン・ティルヴァーン〉）
- ロスト・アイズ（クレスプロ）
- ロッキー2（カーマイン神父）
- ロッキー5/最後のドラマ（カーマイン神父〈ポール・J・マイケル〉）※VHS版
- ロック、ストック&トゥー・スモーキング・バレルズ（バリー）
- ロボコップシリーズ（ウォーレン・リード署長〈ロバート・ドクィ〉）
  - ロボコップ ※テレビ朝日版
  - ロボコップ2 ※20世紀フォックス版・テレビ朝日版
  - ロボコップ3
- ロマンシング・アドベンチャー/キング・ソロモンの秘宝（ウンボポ）※テレビ朝日版
- ロング・ライダーズ（ジョージ・アーサー〈ハリー・ケリー・ジュニア〉）
- ワイルド・サイド（ダン・ラックマン〈アレン・ガーフィールド〉）
- ワイルド・スピード（ビルキンス捜査官〈トム・バリー〉）※テレビ朝日版
- ワイルド・スピードX2（ビルキンス捜査官〈トム・バリー〉）※テレビ朝日版
- ワイルド・レンジ 最後の銃撃（パーシー〈マイケル・ジェッター〉）
- ワイルド・ワイルド・ウエスト（マグラス将軍〈テッド・レヴィン〉）※日本テレビ版
- 若き勇者たち（メイソン〈ベン・ジョンソン〉）
- ワン・モア・タイム（ベン・ブラッドリー〈ヘンダーソン・フォーサイス〉）※ソフト版

#### ドラマ
- アース〜最後の闘い〜（ジョナサン・ドアーズ〈デヴィッド・ヘンブレン〉）
- アガサ・クリスティー ミス・マープル 動く指（ケイレブ・デイン・カルスロップ司祭〈ケン・ラッセル〉）
- ALCATRAZ/アルカトラズ（レイ・アーチャー〈ロバート・フォスター〉）
- アルゴノーツ 伝説の冒険者たち（アイソン王〈キアラン・ハインズ〉、アイダス）
- アルフ パイロット版（ダーネル・ヴァレンタイン〈フランシス・X・マッカーシー〉）
- ER緊急救命室
  - シーズン1（アラン・マーフィー〈リチャード・ハード〉）
  - シーズン4（デビッド・ザッカライア〈ジェームズ・ホーンベック〉）
- インディ・ジョーンズ/若き日の大冒険
- ウルトラマンパワード（検査官、ハセガワ博士〈ダニー・カメコナ〉）
- エイリアン・ウォーズ（ウィルソン将軍〈ジョン・ヴァーノン〉）
- X-ファイル（フランク・バースト捜査官〈ヴィク・ポリゾス〉、カール・ルーズベルト博士）※ソフト版
- エレメンタリー2 ホームズ&ワトソン in NY（ロベルト・パルディージョ〈ポール・ソルヴィノ〉）
- 狼女の香り（ロバート卿）
- 俺がハマーだ!
  - シーズン1 #22（ズダン・マグナム〈ロビン・リーチ〉）
  - シーズン2 #16（エドマンド・ブライス）
- 俺たち賞金稼ぎ!!フォール・ガイ（ヴァージル・サイクス〈マイケル・コンスタンティン〉）
- 女刑事キャグニー&レイシー（バート・サミュエル警部〈アル・ワックスマン〉）
- 華麗なるペテン師たち4（エディの父コニン〈ケネス・コープ〉）
- 恐竜家族（フリービー博士）
- グッド・ワイフ #21（ドクター・ボイド）
- グッド・ワイフ4（バール・プレストン〈F・マーリー・エイブラハム〉）
  - #7（メル・フェンドラー判事）
- クリミナル・マインド2 FBI行動分析課（検視官〈ジェフリー・ルイス〉）
- クリミナル・マインド8 FBI行動分析課（チップ・ゴードン〈ポール・ドゥーリイ〉）
- 警察署長（ジャクソン・ローリンズ）
- 刑事コロンボシリーズ
  - 刑事コロンボ 殺人処方箋（医者）※日本テレビ版
  - 刑事コロンボ 黒のエチュード（マイヤー刑事、ビル・ダーキー）※日本テレビ版
  - 刑事コロンボ 野望の果て（バロン・バーノン刑事）
  - 刑事コロンボ 逆転の構図（サンプソン警部）※完全版追加収録部分
  - 刑事コロンボ 闘牛士の栄光（ジェイミー・デルガード〈エンリケ・ルセロ〉）
  - 新・刑事コロンボ だまされたコロンボ（市長、サー・ハリー・マシューズの客、リポーター）
  - 新・刑事コロンボ かみさんよ、安らかに（牧師、造園師）
  - 新・刑事コロンボ 殺人講義（ガレスピー学長、モリス）
  - 新・刑事コロンボ 影なき殺人者（テンガロンハットの弁護士）
  - 新・刑事コロンボ 死者のギャンブル（ビッグフレッド・マッケイン〈スティーヴ・フォレスト〉）
- 刑事スタスキー&ハッチ シーズン1 #5（コーマン）
- 刑事マルティン・ベック ロゼアンナ（カフカ警部補）
- ケインとアベル（ルドウィク〈パトリック・ボーショー〉）
- コールドケース 迷宮事件簿
  - シーズン1 #16（チャーリー・リンズラー〈現在〉〈マイケル・ハーニー〉）
  - シーズン1 #22（大佐〈ジョン・ハート〉）
  - シーズン7 ザ・ファイナル（ウィルソン・カッツ〈現在〉〈アラン・ブルーメンフェルド〉）
- こちらブルームーン探偵社
  - シーズン2 #10（ジム・キング）
  - シーズン4 #6（コズグローブ所長）
- コナンシリーズ（ヒシャ・ズール〈ジェレミー・ケンプ〉）
  - コナン・ザ・アドベンチャー
  - コナン&レッドソニア
  - コナン ラスト・ウォリアーズ
- コルディッツ大脱走（収容所所長〈バーナード・ヘプトン〉）
- 昏睡病棟 -COMA-（警察署長〈ウィルバー・フィッツジェラルド〉）
- サード・ウォッチ（バーネット・フリーマン / パーカー〈オジー・デイヴィス〉）
- ザ・シークレット・ハンター（フォッスル・ウィリアムズ〈ジョー・セネカ〉）
- ザ・タイタニック/運命の航海（オールデン・フォーリー、ディッキー）
- ザ・プリテンダー 仮面の逃亡者（ヘンリー・コクラン〈ブロック・ピーターズ〉）
- サブリナ（ボブ〈ジョン・ラッツェンバーガー〉）
- ザ・ホワイトハウス（アル・コールドウェル〈F・ウィリアム・パーカー〉）
- 三国志演義（荀攸、孫峻）
- CSI:5 科学捜査班（退役軍人スチュアート・マンスロー）
- CSI:7 科学捜査班 #6（テランス・クラウリー〈クリフトン・パウエル〉）
- CSI:マイアミ #3（バシリオ〈イスマエル・イースト・カルロ〉）
- シークエスト（ノイス提督〈リチャード・ハード〉）
- シークレット・アイズ（トレヴァー・ダイヤル〈クライヴ・レヴィル〉）
- ジェシカおばさんの事件簿
  - あの世から夫が招く（カウボーイハットの男〈ドン・マセソン〉）
  - サーカスに死が訪れる（ハリー・キングマン）
  - 人気キャスターの死（ジョー・リナルディ〈ジョー・サントス〉）
  - 悪霊が遺跡に踊る（オーブリー・ベントン博士〈ジョージ・グリザード〉）
  - とても不安な保安官（レンコ警部〈ミッチェル・ライアン〉）
- ジェリコ 閉ざされた街（EJ・グリーン〈デヴィッド・ハドルストン〉）
- シェルビーの事件ファイル（マックフィー / マック船長）
- 始皇帝烈伝 ファーストエンペラー（呂不韋〈ガオ・ミン〉）
- ジム・ヘンソンのストーリーテラー（料理人〈ブライアン・プリングル〉、トロール）
- シャーロック・ホームズの冒険
  - 美しき自転車乗り（医者、ウィリアムソン牧師）
  - 六つのナポレオン（ジョサイア・ブラウン）
  - 銀星号事件（ノミ屋）
- 13日の金曜日（ジャック〈クリス・ウィギンス〉）
- 情熱のシーラ（ドン・アンセルモ）
- 私立探偵マグナム
  - シーズン1 #8（ヴィクター・ディジョージオ〈マイケル・V・ガッツォ〉）
  - シーズン2 #17（マット・トンプソン）
- 新アウターリミッツ（ジョン・ワイマー〈ウィリアム・B・デイヴィス〉、ウェルス〈レン・キャリオー〉）
- 新スーパーマン（グラント・ゲンデル〈ケネス・マーズ〉）
- 新スタートレック（J・P・ハンソン提督〈ジョージ・マードック〉、マシアス〈ジョン・フランクリン＝ロビンス〉）
  - シーズン6 #23（コロス〈アラン・オッペンハイマー〉）
- 新ハイランダー〜アマンダ（ルドウィック・ワイス〈マーク・ストレンジ〉）
- 新・ヒッチコック劇場 パイロット版（ノークス保安官）
- 新フェーム/青春の旅立ち（ベンジャミン・ショロフスキー〈アルバート・ヘイグ〉）
- スキャンダル 託された秘密（ローワン・"イーライ"・ポープ〈ジョー・モートン〉）※シーズン5の第4話まで
- スターゲイト SG-1（ロバート・キンゼイ〈ロニー・コックス〉）
- スタートレック:ヴォイジャー（レオナルド・ダ・ヴィンチ〈ジョン・リス＝デイヴィス〉）
- スパイ大作戦
  - 第四帝国を阻止せよ（ヴォン・クラム将軍〈ジーン・ロス〉）※追加録音分　
  - ワシントン・スキャンダル（ボーゲル連邦判事）
  - 薔薇の秘密指令 ※追加録音分
- 善徳女王（真興王〈チヌン〉）
- SOAP ソープ シーズン2 #21（ウェイター）
- ターザンの大冒険（カラバー族長）※NHK-BS2版
- 大草原の小さな家（キロワ〈フランク・デ・コバ〉）
- タイムマシーンにお願い（ビーマン〈エディ・ジョーンズ〉）
- 太陽を抱く月
- タバサ #10（ガレント）
- ダンディ2 華麗な冒険 #5（ファーマー）、#11（J・アドラー大佐）、#19（ロドニー）
- 地上最強の美女たち!チャーリーズ・エンジェル
  - シーズン1 #6（フィッツジェラルド）、#19（グッドヒュー〈ローガン・ラムジー〉）
  - シーズン2 #17（ウィリアムズ）
- 地上最強の美女バイオニック・ジェミー シーズン1 #12（ジョン・ノード〈フィリップ・アボット〉）
- 朱蒙（スッブ族長〈キム・ホヨン〉）
- 超音速攻撃ヘリ エアーウルフ
  - パイロット版（ミッチ監督〈フィリップ・ブランズ〉）
  - シーズン1 #3（マーティン・エリアス大佐）
  - シーズン2 #4・6（グローディン警部）、#14（フランク・ダッドリー保安官）
- 超音速ヒーロー ザ・フラッシュ（ピート・ドネロ）※日本テレビ版
- ツイン・ピークス（フィリップ・マイケル・ジェラード〈アル・ストロベル〉）
- デスパレートな妻たち2（グリム・ショー判事）
- デスパレートな妻たち7 #1 #3
- Terra Nova 〜未来創世記（フィルブリック将軍〈スティーブン・リーダー〉）
- 24 -TWENTY FOUR- ファイナル・シーズン（セルゲイ・バサエフ〈ユルゲン・プロホノフ〉）
- 特捜刑事マイアミ・バイス
  - シーズン1 #7（ジェントル）、#21（ガズマン）
  - シーズン4 #13（ハンク・フレイジャー）
- ドクタークイン 大西部の女医物語（ブラック・ケトル〈ニック・ラムス〉）
- 特別狙撃隊S.W.A.T. シーズン1 #5（ウッドモア医師）
- どこかでなにかがミステリー シーズン3（ハンディマン〈ステファン・E・ミラー〉）
- 特攻野郎Aチーム
  - シーズン1 #5（ジャック・ハームソン副保安官）
  - シーズン3 #2（リトル・ジョン）、#5（レイノルズ）、#14（ジーノ・ジャンニ）、#21（ダロー）
  - シーズン4 #11（ニック・グレッチ〈アート・メトラーノ〉）、#22（エクワース将軍）
- となりのサインフェルド シーズン5 #17（モーティ・サインフェルド）
- トワイライト・ゾーン シーズン2 #26
- ナイトライダー
  - シーズン1 #7「デボン逮捕!決死の脱獄・迫る巨大トレーラー!橋上の対決」（ローランド・S・パクストン判事〈ローガン・ラムジー〉）
  - シーズン1 #9「決死の替え玉作戦!ナイト2000対凶悪武装軍団秘密を暴け!」（指揮官、バックドア）
  - シーズン3 #14「強敵!ミサイル装甲車vsナイト2000!!」（クライサー）
  - シーズン3 #20 「トンネル爆破!ナイト2000暗黒からの大脱出!!」（エドガー〈ローガン・ラムジー〉）
- PERSON of INTEREST 犯罪予知ユニット（ヴェルニック）
- バーチャル戦士トゥルーパーズ（ホレイショ・ハート教授〈ジュリアン・コームズ〉）
- バーン・ノーティス 元スパイの逆襲 シーズン3 #1（ルフィーノ・コルテス〈カスチュロ・ゲッラ〉）
- 馬医（ホン・ユンシク〈パク・ヨンジ〉）
- ハイテク武装車バイパー（マーカス・ホワイト〈ジュード・チコレッラ〉）
- パワーレンジャー・ライトスピード・レスキュー（砂漠の賢者〈ギル・アメリオ〉）
- HAWAII FIVE-04（ジェラルド・バーンズ〈マイケル・グリーン〉）#15
- 反撃のレスキュー・ミッション（パトリック・ダートマス）
- 犯罪捜査官ネイビーファイル シーズン2（モリス裁判長〈ハリソン・ペイジ〉）
- ビクトリアス（ロビーのおじいちゃん）
- 美女と野獣（マイケル〈ゲリー・ギブスン〉、チャン〈ジェームズ・ホン〉、ルー〈クライブ・ローゼングレン〉）
- ヒルストリート・ブルース（ウォルシュ刑事）
  - シーズン2 #12・13（ソーサ）
  - シーズン6 #16（アル・ビアモンテ）、#20（マロリー、レイノルド）
- ファミリータイズ シーズン3 #14（スチュ・デヴィン）
- ふたりは最高!ダーマ&グレッグ
  - シーズン2 #3（シャーマン）
  - シーズン3 #6（グリーヴス牧師〈ウィリアム・ニューマン〉）
- ふたりは友達? ウィル&グレイス シーズン2（シューリッツ）
- プリズン・ブレイク (第4シーズン) #20（ナンデ・バナージ）
- ブルーブラッド 〜NYPD家族の絆〜（ハッピー・ジャック）
- プレヒストリックパーク（ボブ〈ロッド・アーサー〉）※DVD版
- 弁護士イーライのふしぎな日常（オリバー・ドイル判事〈ビル・スミトロヴィッチ〉）
- ボーイ・ミーツ・ワールド シーズン2・3（マイク〈ハーシャル・スパーバー〉）
- HOMELAND シーズン4（スコット大将）
- 冒険野郎マクガイバー
  - シーズン1 #5（ダニエル・シムス）、#20（フランソワ・ヴィラール）
  - シーズン2 #3（ケリー・サットン）、#21（トニー・ブラドック〈クライヴ・レヴィル〉）
  - シーズン3 #17（ツーイーグルズ〈フロイド・ウェスターマン〉）
  - シーズン5 #7（ペン〈ロバート・イトー〉）
- ボルジア家 愛と欲望の教皇一族3（ベスプッチ枢機卿〈ヴァーノン・ドブチェフ〉）
- マスケティアーズ パリの四銃士（裁判官〈マイケル・コクラン〉）
- マッコイと野郎ども マグロを逃すな（カットマン）
- ミス・マープル
  - 復讐の女神（ブロードリブ）※追加収録部分
  - バートラム・ホテルにて（ウィテカー博士）※追加収録部分
  - スリーピング・マーダー（ジェームズ・ケネディ）※追加収録部分
  - パディントン発4時50分（ルーサー・クラッケンソープ、スラック警部）※追加収録部分
  - カリブ海の秘密（ジェイソン・ラフィール〈ドナルド・プレザンス〉）※追加収録部分
  - 牧師館の殺人（ルシアス・プロセロー大佐）
- ミディアム7 最終章（ウォルター・デュラント〈トレイシー・ウォルター〉）
- 緑の丘のブルーノ（店主マイバス）
- ミルドレッド・ピアース 幸せの代償
- 名探偵ポワロ ※NHK版
  - ダベンハイム失そう事件（メリット、巡査部長、警官）
  - ABC殺人事件（フランツ・アッシャー）
  - エジプト墳墓のなぞ（フェリックス・ブライブナー）
  - 4階の部屋（舞台の役者、住人、警備）
  - エンドハウスの怪事件（警察署長）
  - ヒッコリー・ロードの殺人（ジャップの上司）
- 名探偵モンク（セーター男）#9
- Major Crimes 〜重大犯罪課（ハワード・グレイ〈ティム・コンウェイ〉）
- ヤングライダーズ シーズン1 #11（牧師）、#21（ベンジャミン）
- Uボート156 海狼たちの決断（シャープ艦長〈ブライアン・コックス〉）
- 愉快なシーバー家 シーズン1 #21（ハル・ミラー獣医）
- ライ・トゥ・ミー 嘘は真実を語る（ジム〈ジョン・エイモス〉）
- 霊怪道士（師匠）
- レディプレジデント〜大物（チョ・ベホ〈パク・クニョン〉）
- LAW & ORDERシリーズ（レニー・ブリスコー〈ジェリー・オーバック〉）
  - LAW & ORDER:性犯罪特捜班
  - LAW&ORDER:クリミナル・インテント
  - LAW & ORDER:陪審評決

#### アニメ
- アイドル忍者タートルズ（スプリンター） ※BS2版
- アトミック・ベティ（ディギル司令官、タム・カヌーシュ）
- アラジンの大冒険
- おくびょうなカーレッジくん（ベントン・タランテーラ）
- オズ・キッズ（リック）
- オリバー ニューヨーク子猫ものがたり（ウィンストン）
- キャプテン・プラネット（バーミナス・スカム）
- キャッツ・ドント・ダンス（L.B. マンモス）
- 最強武将伝 三国演義（厳顔、呂蒙）
- 史上最強のグーフィー・ムービー Xゲームで大パニック!
- ジャングル・ブック（アキーラ）
- 少女チャングムの夢（蜂の仙人）
- シルベスター&トゥイーティー ミステリー
- シンデレラII
- シンデレラIII 戻された時計の針
- スター・ウォーズ/クローン・ウォーズ (テレビアニメ)（アクバー提督）
- ターザン（チーフ・キーワジ）
- タンタンの冒険（あごひげの男、スポンツ大佐 他）
- チップとデールの大作戦（モンタリー・ジャック） ※テレビ東京版
  - チップとデールの大作戦（ブレッソン） ※新吹き替え版
- ドクター・ストレンジ: 魔法大戦（エンシャント・ワン）
- ニムの秘密（大フクロウ）
- ハウス・オブ・マウス（オハラ署長〈2代目〉）
- バットマン（マフィアのボス）
- パパはグーフィー
- ピーター・パン2 ネバーランドの秘密（老軍人）
- ビアンカの大冒険 ※劇場公開版
- ブーンドックス（ロバート・フリーマン）
- ブランディ アンド Mr.ウィスカーズ（Mr.スリー）
- ヘラクレス（ディミトリウス）
- ポップアップ ミッキー/すてきなクリスマス
- ポカホンタスII/イングランドへの旅立ち（船長）
- ミッキーの王子と少年（王様）
- LEGO スター・ウォーズ/たたかえ!レジスタンス（アクバー提督）
- LEGO スター・ウォーズ/フリーメーカーの冒険（アクバー提督）
- わんぱくダック夢冒険（ダックワース）
  - ダックテイル・ザ・ムービー/失われた魔法のランプ

#### 人形劇
- ジョー90 #2、#4
- ロンドン指令X #1（ドライセンバーグ大使）
- サンダーバード（オーシャンパイオニアI世号艦長）

### 特撮
- 超神ビビューン（1976年、イスマの声）
- Xボンバー（1980年、ナレーター）

### ラジオドラマ
- エメラルドドラゴン（バギン）
- 魔神英雄伝ワタル3《虎王物語》虎王伝説（壬生時成）

### 音楽CD
- 味皇料理会会歌 ※藤本譲と味皇料理会関東支部名義

### ナレーション
- 江戸川乱歩シリーズ カセットブック「鏡地獄」「二癈人」（朗読）
- 黄金バット LPドラマ「悪魔の挑戦」（語り手）
- こころのステレオ 第2集「雪のものがたり」第23回芸術祭参加作品（語り）
- BS世界のドキュメンタリー（NHK BS1）

### ボイスオーバー
- ガリバー旅行記 第1回「小人国・巨人国」（NHK BS1）
- 華麗なるミュージカル〜ブロードウェーの100年〜（NHK総合）
- 恋する雑貨（NHK BSプレミアム）
- コズミックフロント☆NEXT（NHK BSプレミアム）
- 島耕作のアジア立志伝（NHK BS1、モリス・チャンの声）
- 新・映像の世紀（NHKスペシャル、2015年）
  - 第1集「百年の悲劇はここから始まった」（ヴィルヘルム2世）
  - 第2集「グレートファミリー新たな支配者」（ジョン・ロックフェラー）
  - 第4集「世界は秘密と嘘（うそ）に覆われた」（ニキータ・フルシチョフ）
- BS世界のドキュメンタリー（NHK BS1）
- BBCセレクション（NHK衛星放送）
- 地球ドラマチック（NHK教育）
- 日立 世界・ふしぎ発見!（TBS）
- 海外ドキュメンタリーシリーズ（NHK総合）
  - 野生発見の旅 オオカミとティモシー・ダルトン
  - W杯サッカー 世界の得点王たち リネカーの強豪列伝
  - ツタンカーメンの呪い 悲劇の謎に挑む
- 未来科学への招待 第1回「宇宙人とのコンタクト」（ドン・バーリナー、ラザフォード、ピーター・グラノウ、エド・メイの声）
- ロイヤル・スキャンダル 〜エリザベス女王の苦悩〜（2012年、BSプレミアム）

### 映画
- 筑紫の磐井-大和政権に挑戦した古代九州の雄-（男大迹王）

### モーションコミック
- インベスターZ（2015年）

### バラエティ
- なんでもQシリーズ（イカ&タコのイカの岡っ引き、ゾウの忍者）

### CM
- レゴ・南海の勇者シリーズ（ロジャー船長）

### その他コンテンツ
- 機動戦士ガンダム0079カードビルダー（コジマ）
- 東京ディズニーランド スター・ツアーズ:ザ・アドベンチャーズ・コンティニュー（アクバー提督、スノースピーダーの部隊）
- プラネタリウム番組 柿の実やぁい〜季節のリレーだ よういドン!（声の出演）

### シリーズ一覧
1. ↑  単行本第46巻・第47巻・第49巻、第53巻・第54巻・第55巻・第56巻特装版付属DVD
2. ↑  単行本第5巻OVA付き特別版、単行本第6巻・第7巻OVA付き特別版
3. ↑  『SPIRITS』（2007年）、『WARS』（2009年）
4. ↑  『ストライカーズ』『2012エクストリーム』（2011年）、『GO 2013』（2012年）